# ゴスチヌイ・ドヴォル駅
ゴスチヌィ・ドヴォル駅（ゴスチヌィドヴォルえき、ロシア語: станция «Гостиный двор»、スタンツィヤ「ゴスチヌィ・ドヴォル」）は、ロシアのサンクトペテルブルク市ツェントラーリヌイ区（中央区）ネフスキー大通りにあるサンクトペテルブルク地下鉄の駅である。

## 接続路線

### 鉄道
- サンクトペテルブルク地下鉄
  - 2号線 - ネフスキー大通り駅
    - 地下通路で繋がっているため、改札を通らずに乗換可能である。また、ゴスチヌィ・ドヴォル駅の改札を入場後ネフスキー大通り駅から電車に乗車すること、あるいはその逆も可能である。

### 路面電車・バス・乗合タクシー
- ゴスチヌィ・ドヴォル駅（駅西方）
  - ポロホヴィエ方面：　トロリーバス（1・5・7・10・11・22系統）、バス（3・7・22・24・27・180・191系統）
- ゴスチヌィ・ドヴォル駅（駅東方、ネフスキー大通り北側手前）
  - ツルゲーネフ広場方面：　バス（181系統）
  - トゥルダ（勝利）広場方面：　バス（3・27系統）
  - プリモルスキー方面：　トロリーバス（7・11系統）、バス（7・24・180・191系統）
- ゴスチヌィ・ドヴォル駅（駅東方、ネフスキー大通り北側奥）
  - トゥルダ（勝利）広場方面：　トロリーバス（5・22系統）、バス（22系統）
  - プリモルスキー方面：　トロリーバス（1・10系統）
- ネフスキー大通り（駅東方、サドヴァヤ通り西側）
  - グトゥエフスキー島方面：　路面電車（観光系統）、バス（49系統）、乗合タクシー（212系統）
  - ピスカリョフカ方面：　乗合タクシー（100系統）
- ネフスキー大通り（駅東方、サドヴァヤ通り東側）
  - ヴィボルグ方面：　路面電車（観光系統）、バス（49系統）、乗合タクシー（212系統）

## 駅構造
地上にコンコース、改札があり、地下56mに島式プラットホームがある地下駅である。
- 西行：プリモルスカヤ方面
- 東行：ルィバツコエ方面

## 利用状況
乗車人員は1,493,852人／月、49,080人／日である。

## 駅周辺
- ゴスチーヌイ・ドヴォール （駅名の由来の商業施設）
- サンクトペテルブルク・フィルハーモニア
- ロシア美術館（世界遺産）
- 血の上の救世主教会（世界遺産）
- カザン大聖堂（世界遺産）
- グランド・ホテル・ヨーロッパ（世界遺産）

## 歴史
- 1967年11月3日　地下鉄3号線　アレクサンドル・ネフスキー広場～ヴァシリエフスキー島間開通と同時に開業。

## 隣の駅
サンクトペテルブルク地下鉄
■3号線（ネフスキー・ヴァシリー島線）
ヴァシリエフスキー島 - ゴスチヌィ・ドヴォル - マヤコフスカヤ